# György Mitró
György Mitró, né le 6 mars 1930 et mort le 4 janvier 2010, est un nageur hongrois spécialiste des épreuves de nage libre.

## Palmarès

### Jeux olympiques
- Jeux olympiques de 1948 à Londres (Grande-Bretagne) :
  -  Médaille de bronze du 1 500 m nage libre ;
  -  Médaille d'argent du 4 × 200 m nage libre[1].

### Championnats d'Europe
- Championnats d'Europe 1947 à Roquebrune-Cap-Martin (France) :
  -  Médaille d'or du 1 500 m nage libre ;
  -  Médaille d'argent du 400 m nage libre ;
  -  Médaille de bronze du 4 × 200 m nage libre.